# ヴェルィーキ・ソローチンツィ
ヴェルィーキ・ソローチンツィ（ウクライナ語: Вели́кі Соро́чинці；意訳: 「大ソローチンツィ」）は、ウクライナ、ポルタヴァ州ムィールホロド地区に位置する村である。

## 概要
中世にはクラスノピーリ（Краснопіль；意訳: 「美野」）と呼ばれた。1620年代からソローチンツィ町（Сорочинці；意訳: 「四十僧村」）として知られるようになる。
1648年まではヤレーマ・ヴィシュネヴェーツィクィイ公の領土に属していたが、フメリニツキーの乱によりコサック国家へ編入された。以後、当国のムィールホロド連隊の百人隊の中央町となった。
18世紀末にヘーチマン国家がロシア帝国に併合されると、1791年にポルタヴァ県ムィールホロド郡ソローチンツィ郷の中央町にかわった。
1900年の時点で、ソローチンツィにおいて1,514戸が存在し、8,882人が住んでいた。また、7つの学校が設置され、1年に5回ほどの大きな市（いち）が立てられた。
20世紀前半にウクライナ・ソビエト社会主義共和国の農村となり、ヴェルィーキ・ソローチンツィに改名された。1925年から1931年までの間は、この地で銃殺されたウクライナの政治家イェウヘーン・ネロノーヴィチに因んでネロノーヴィチ（Нероновичі）と呼ばれた。
1991年にウクライナがソ連から独立すると、ポルタヴァ州ムィールホロド地区に編入された。

## 人口
- 4,050人（2001年）

## 文化財
- 救世主顕栄教会（1732年）
- ホホーリ記念館
- ソローチンツィの市（いち）: 1966年以降、毎年8月に、ホホーリの作品で詠われたソローチンツィの市を記念に大きな伝統的なバザーが行われている。

## ゆかりの人物
- ダヌィーロ・アポーストル（コサック棟梁）: 1654年に当村で生まれ、1732年に救世主顕栄教会を建立した。
- ニコライ・ゴーゴリ（作家）: 1809年に当村で生まれ、救世主顕栄教会で洗礼を受けた。